# Finansowe Fair Play UEFA
Finansowe Fair Play UEFA, w skrócie FFP (ang. Financial Fair Play) – to zasada przyjęta przez UEFA w maju 2010 roku, mająca na celu zapobieżenie nadmiernym wydatkom zawodowych klubów piłkarskich, które spowodowałyby, że wydawałyby więcej niż zarobiły, aby osiągnąć sukces, a tym samym zagroziłyby ich istnieniu w dłuższej perspektywie. Główna zasada jest więc taka: kluby nie powinny wydawać więcej pieniędzy, niż zarabiają. Od 2015 roku zasada ta dotyczy bezpośrednio wszystkich drużyn biorących udział w europejskich rozgrywkach. W sumie trochę ponad 230 klubów jest zaniepokojonych i oczekuje na ewentualne sankcje. W przypadku nieprzestrzegania zasady finansowego fair play UEFA może nałożyć na klub sankcje, od zwykłej nagany po całkowite wykluczenie z rozgrywek europejskich, w tym zakaz nabycia nowych zawodników do udziału w rozgrywkach europejskich.
Tym samym A.C. Milan, po raz pierwszy wykluczony z europejskich rozgrywek przez UEFA pod koniec sezonu 2017/2018, ale który wygrał apelację przed CAS, ostatecznie zaakceptował jego decyzję. W czerwcu 2019 roku w porozumieniu z UEFA, aby uniknąć ostrzejszego wyroku, podał się karze wykluczenia z Ligi Europy na dwa sezony, do której zakwalifikowałby się.
24 marca 2021 roku włoski dziennikarz Fabio Licari ogłosił w La Gazzetta dello Sport, że UEFA jest w trakcie zniesienia finansowego Fair Play na rzecz bardziej elastycznego systemu, nieco mniej niż 11 lat po jego utworzeniu. Prezydent UEFA Aleksander Čeferin przyznał oficjalnie, że dojdzie do zmian w zasadach Finansowego Fair Play.